# لی جین ژونگ

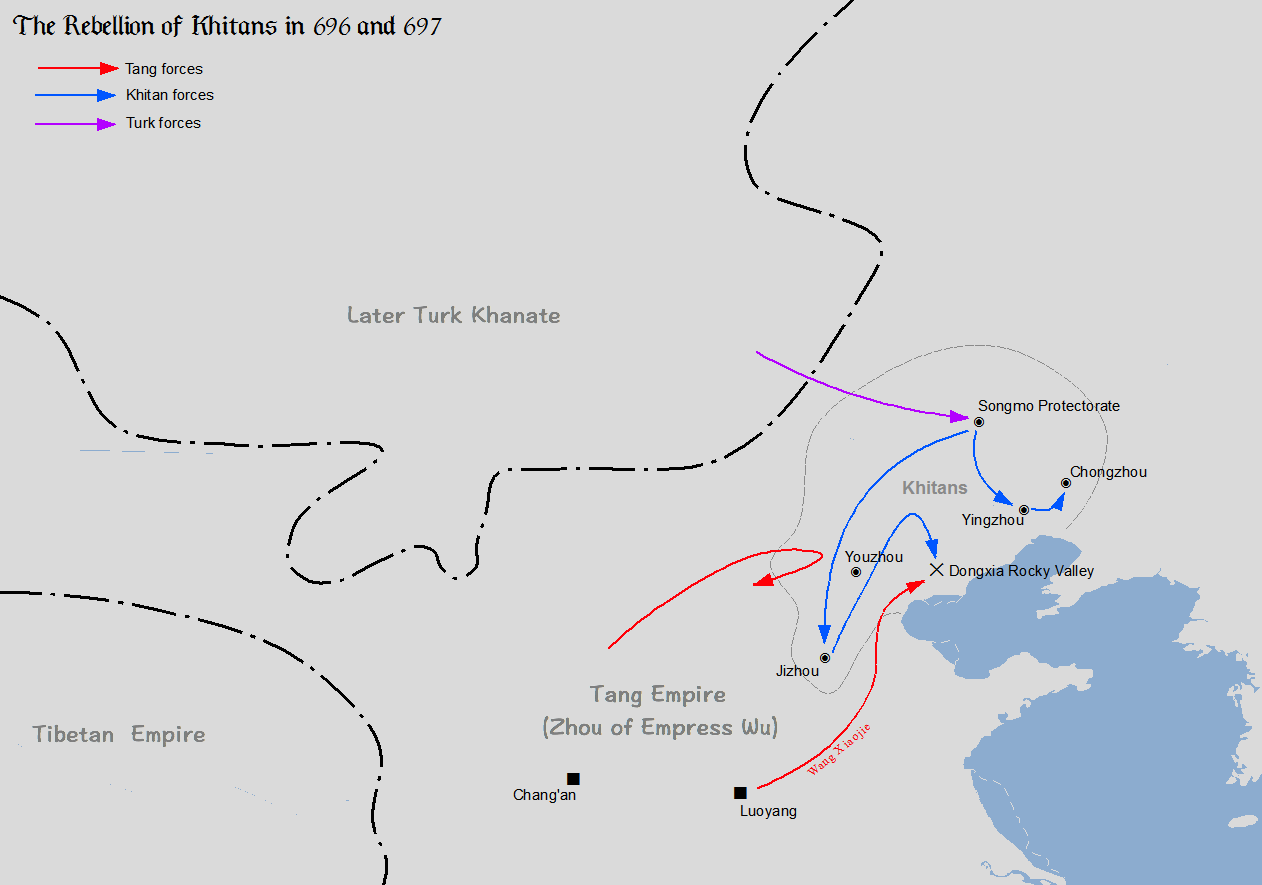
شورش خیتان به رهبری لی جین ژونگ

لی جین ژونگ (چینی سنتی: 李盡忠) (درگذشته ۲۳ سپتامبر ۶۹۶  )، ملقب به ووشانگ خان (無上可汗، به معنای "خانی که برتر از او نبود")، خان قوم خیتان بود که به همراه برادرزنش، سان وان رونگ، در سال ۶۹۶ میلادی علیه دودمان وو ژو قیام کرد و به سرزمین های وو ژو یورش برد. او در اواخر سال ۶۹۶ میلادی بر اثر بیماری درگذشت و سان وان‌رونگ جانشین او شد.
او نوه لی کوگه بود.

## در فرهنگ عامه
- نقش او را کیم دونگ هیون در سریال تلویزیونی دائه جویونگ که از شبکه KBS در سال‌های ۲۰۰۶-۲۰۰۷ پخش شد، بازی کرد.